# Serge Venturini

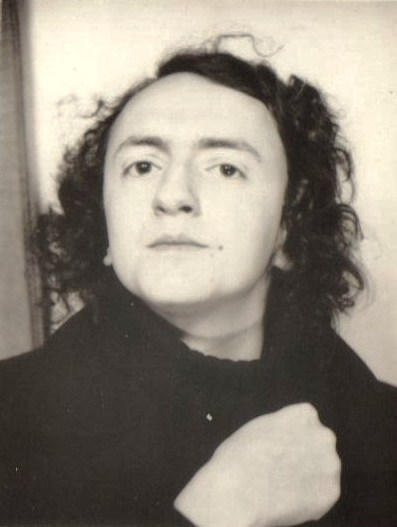
Serge Venturini (1975)

Serge Venturini (* 12. Oktober 1955 in Paris) ist ein französischer Dichter der Gegenwart. Sein Thema ist die Vergänglichkeit menschlichen Seins.

## Leben
Serge Venturini wurde 1955 in Paris geboren. Seine Mutter stammte aus der Toskana und arbeitete als Schneiderin und Putzfrau. Sein Vater wurde auf Korsika geboren. Er war beruflich als Zeichner und Kartograph für das französische Institut géographique national (das staatliche Landesvermessungsamt) tätig. An Festtagen spielte und sang er mit seinem Bruder Jean als Gitarrist und Sänger bei korsischen Feiern im Paris der 1950er.
Seine Kindheit verbrachte er von 1955 bis 1979 im 7. Pariser Arrondissement unweit des Musée Rodin. Nachdem er mit Heraklit, Empedokles, Arthur Rimbaud und Friedrich Nietzsche allmählich vertraut wurde, fing er schon im Alter von 15 Jahren mit dem Schreiben an. Ausgehend von der Poesie der menschlichen Vergänglichkeit gelangt er über die Poesie des postmenschlichen und die Poesie des Zwischenmenschlichen hin zur Darstellung des „transvisible“.So nennt er seine Theorie, nach der ein Übergang zwischen dem Sichtbaren und dem Unsichtbaren besteht, ein Übergang, der im Bruchteil einer Sekunde eine Erscheinung Wirklichkeit werden lässt. Seine philosophische Dichtung ist gekennzeichnet von Gegensätzen.
Seit 1996 ist Venturini Französischlehrer im Département Val-d’Oise bei Paris, dem Jahr, in dem er nach einigen Jahren als Lehrer im Auslandsschuldienst nach Frankreich zurückkehrte. Im Auftrag des französischen Außenministeriums war er 1979–1981 im Libanon, 1981–1984 in Marokko, 1987–1990 in Armenien und 1990–1996 in Polen. 1984–1987 legte er eine Pause in der Heimat ein.
Beeinflusst wurde seine Poesie durch die Werke von Pierre Reverdy und vor allem von René Char. Sie steht am Schnittpunkt von Dichtung und Prosa, Politik und Philosophie. Als solche wurde sie auch von Yves Bonnefoy, André du Bouchet, dem marokkanischen Dichter Abdellatif Laâbi (* 1942) und von Laurent Terzieff begrüßt.
Er leitet seit 2009 die Sammlung der „Armenischen Briefe“ im Verlag L’Harmattan, Paris.

## Werke (Auswahl)
- D'aurorales clartés : Choix de poèmes réunis par l'auteur, 1971–1995, Edition Service Gutenberg XXIe siècle, Paris, 2000, OCLC 47692464
  - Auswahl von Gedichten zusammengestellt durch den Autor
- Éclats : d'une poétique du devenir humain, 1976–1999, (Buch I), Éditions L'Harmattan, coll. « Poètes des cinq continents », Paris, 2000, OCLC 44448871
  - Zur Vergänglichkeit menschlichen Daseins
- Le sens de la terre, suivi de L’Effeuillée, Aphrodite en trente variations, 1999–2003, Éditions Didro, Paris, 2004, ISBN 2-910726-64-9
  - Der Sinn der Erde, Nachverfolgung der Entblätterung, Aphrodite in dreißig Variationen
- Sayat Nova, Odes arméniennes, Übersetzung von 47 armenischen Oden, gemeinsam mit Élisabeth Mouradian, Éditions L'Harmattan, coll. « Poètes des cinq continents », Paris, 2006, ISBN 2-296-01398-8
- Éclats d’une poétique du devenir posthumain, 2000–2007, (Buch II), Éditions L'Harmattan, coll. « Poètes des cinq continents », Paris, 2007, ISBN 978-2-296-03301-6
- Fulguriances et autres figures, 1980–2007, Nachwort von Philippe Tancelin, Éditions L'Harmattan, coll. « Poètes des cinq continents », 2008, ISBN 978-2-296-05656-5
- Serge Venturini / Սերժ Վենտուրինի, Et gravir / Եւ լեռն ի վեր, Übersetzung von ausgewählten Texten (Benjamin Tchavouchian, Élisabeth Mouradian, Hovik Vardoumian) : Leiter der armenischen Version (zweisprachig : französisch-armenisch ), Éditions « Fêtes », Erevan, 2008, ISBN 978-99941-59-42-0
- Éclats d’une poétique du devenir transhumain, 2003–2008 (Buch III), Éditions L'Harmattan, coll. « Poètes des cinq continents », Paris, 2009, ISBN 978-2-296-09603-5
- Radiosendung „Au fil des pages“ dirigiert durch Pérouz und Sathénig, Radio Ayp fm 99.5 am 6. März 2010 [21].
- Éclats d’une poétique du devenir, Journal du transvisible (2007–2009) (Buch IV), Éditions L'Harmattan, coll. « Poètes des cinq continents », Paris, 2010, ISBN 978-2-296-11117-2
- Jeghische Tscharenz, Եղիշե Չարենցի, Դանթեական առասպել (1915–1916)/Légende dantesque (1915–1916), Vorstellung, Übersetzung aus dem Armenischen, Nachwort und Anmerkungen von Serge Venturini in Zusammenarbeit mit Élisabeth Mouradian, Éditions L'Harmattan, In: Lettres arméniennes (Armenische Briefe), no 2, Paris, 2010, ISBN 978-2-296-13174-3
- Avant tout et en dépit de tout (2000–2010), Éditions L'Harmattan, coll. « Poètes des cinq continents », Paris, Dezember 2010, ISBN 978-2-296-13176-7
- Éclats d’une poétique de l'inaccompli, (2009-2012) (Buch V), Livre dédié à René Char, coll. « Poètes des cinq continents », préface de Paul Van Melle, Éditions L'Harmattan, Paris, 2012 ISBN 978-2-296-55628-7.
- Éclats d'une poétique de l'approche de l'inconnaissable, (Buch VI), Livre dédié à Laurent Terzieff (2010-2013), coll. « Poètes des cinq continents », éd. L'Harmattan, Paris, 2013, ISBN 978-2-343-00522-5.
- Éclats d'une poétique des métamorphoses, (Buch VII), (2013-2015), coll. « Poètes des cinq continents », éd. L'Harmattan, Paris, nov. 2015, ISBN 978-2-343-07831-1.
- Du fleuve débordant Du fleuve sans retour (Vom Strom, der überläuft, vom Strom ohne Wiederkehr) (essai en poésie), Nachwort von Philippe Tancelin, Kollektion « Poètes des cinq continents », Éditions l'Harmattan, Paris, 2017, ISBN 978-2-343-12732-3
  - Übersetzung in die armenische Sprache:  Հորդացող գետի մասին Անվերադարձ գետի մասին  (Titel auf Armenisch), von Yvette-Nvart Vartanian, Vorwort von Hovik Vardoumian, Vorwort von David Shahnazarian, Afterword von Philippe Tancelin, Projektleiterin der Élisabeth Mouradian Edition, Hrsg. VMV Print, Eriwan November 2024, ISBN 978-9939-60-879-2
- Jeghische Tscharenz, présentation chronologique, dans le vent de l'histoire suivi de Nausicaa de Yéghiché Tcharents (Version de Serge Venturini avec l'aide d'Élisabeth Mouradian), coll. « Lettres arméniennes »,  Éditions L'Harmattan, Paris, 2018, ISBN 978-2-343-15861-7
- Jeghische Tscharenz notre contemporain suivi de la traduction du poème Foules affolées avec l'aide d'Élisabeth Mouradian, coll. « Lettres arméniennes », éd. L'Harmattan, Paris, février 2020. ISBN 978-2-343-15861-7